# 프란체스카 미키엘린
프란체스카 미키엘린(이탈리아어: Francesca Michielin, 1995년 2월 25일 ~ )은 이탈리아의 가수 겸 작곡가이다. 2011년 더 엑스 팩터 이탈리아의 5번째 시즌에 참가하여 우승을 차지하여 인기를 얻었다. 첫 싱글인 "Distratto"는 이탈리아 싱글 차트에서 1위로 데뷔하였으며, 플래티넘 인증을 두 차례나 받았다. 이듬해 첫번째 앨범인 "Riflessi di me"를 발매했다.
래퍼 페데즈의 곡 "Cigno nero"와 "Magnifico"에 피처링 작업을 해주었으며, 두 곡 모두 국내에서 큰 히트를 쳤다. 2015년, 싱글 "L'amore esiste"를 발매하였고, 두번째 앨범인 "di20"을 발매하였다. 2016년, 산레모 음악제에 곡 "Nessun grado di separazione"로 참가하여 2위를 차지하였고, 유로비전 송 콘테스트 2016에 이탈리아 대표로 참가할 수 있는 자격이 주어졌다. 두번째 후렴구가 영어로 된 버전인 "No Degree of Separation"으로 참가를 하였고, 결승에서 16위를 차지하였다. 이 곡은 이탈리아 싱글 차트에서 1위를 차지하였다.

## 음반 목록

### 정규 앨범
| Riflessi di me                                                        | - 발매일 : 2012년 10월 2일 - 형식: 디지털 다운로드, CD | 4 | —  |
| di20                                                                  | - 발매일: 2015년 10월 23일 - 형식: 디지털 다운로드, CD | 3 | 96 |
| "—"표시는 발매되지 않았거나 차트에 오르지 않았음을 의미하는 표시이다. |                                                        |   |    |

### 싱글
| "Distratto"                                                           | 2012 | 1  | - FIMI: 플래티넘 2회 | Distratto & Riflessi di me          |
| "Sola"                                                                | 2012 | 13 | - FIMI: 골드         | Riflessi di me                      |
| "Tutto quello che ho"                                                 | 2012 | —  |                      | Riflessi di me                      |
| "Se cadrai"                                                           | 2013 | —  |                      | Riflessi di me                      |
| "Amazing"                                                             | 2014 | 75 |                      | 어메이징 스파이더맨 2 사운드트랙[B] |
| "L'amore esiste"                                                      | 2015 | 10 | - FIMI: 플래티넘 2회 | di20                                |
| "Battito di ciglia"                                                   | 2015 | 64 |                      | di20                                |
| "Lontano"                                                             | 2015 | 99 |                      | di20                                |
| "Nessun grado di separazione"                                         | 2016 | 1  | - FIMI: 플래티넘     | di20are                             |
| "—"표시는 발매되지 않았거나 차트에 오르지 않았음을 의미하는 표시이다. |      |    |                      |                                     |